# 황홀
"황홀"는 1974년 공개된 대한민국의 영화이다.

## 배역
- 윤정희
- 남궁원
- 신구
- 이태
- 김기종
- 권오상
- 주증녀
- 지계순
- 김진희
- 김경란
- 채정애
- 이장호 ... 특별출연
- 김승옥 ... 특별출연